# Ode à l'Acadie
Ode à l'Acadie est un groupe de musique formé en 2004 dans le cadre du festival acadien de Caraquet dans le but de marquer le 400e anniversaire de l'Acadie. Il a connu un succès au cours de la saison estivale 2004, ce qui a encouragé l’équipe à poursuivre l’aventure pour quelques années. Le spectacle fut inspiré par l'album 'ODE'  de Suzanne Hébert.

## Historique
Le spectacle fut présenté à Caraquet et à Moncton.
Dans le spectacle Ode à l'Acadie, on retrouve des chansons de mer, d'exil, de révolte, d'amour et d’espoir. Ode à l'Acadie est en fait l’occasion d’entendre des interprétations tout à fait modernes de certaines des plus belles chansons d’Acadie. Ode à l'Acadie, ce sont sept jeunes artistes talentueux, réunis sur une même scène et qui, ensemble ou à tour de rôle, chantent, dansent et jouent une quinzaine d'instruments (piano, violon, accordéon, guitare, bodhran, mandoline, saxophone, basse, flûte, etc). Les artistes Isabelle Thériault, Monique Poirier, Louise Vautour, Patricia Richard, Christian Goguen, Nicolas Basque et François Émond invitent le public à unvoyage à travers le temps, depuis les airs de folklore jusqu’aux succès de l’heure.  Ode à l'Acadie a été conçu pour être ambassadeur de la culture acadienne. La direction artistique et la mise en scène d’Ode à l'Acadie sont de René Cormier alors que la direction musicale est d'Isabelle Thériault. 
Depuis, le collectif a créé d'autres spectacles, dont Carte Blanche aux artistes d'Ode, Le Pays d'Ode, Ode en fête et Ode à Noël. Il a également produit deux albums, soit Ode à l'Acadie (2005) et Ode à Noël (2010).  
Quatre nouveaux artistes se sont également greffé aux sept artistes principaux:  Benoit Picard, Sébastien Michaud, Geneviève d'Ortun et Mike Melanson.
À ce jour, la troupe a effectué plus de 800 représentations en Acadie, au Québec, en Ontario, en Belgique, en Suisse, en France, aux États-Unis et en Afrique.
La troupe d'Ode à l'Acadie décide de prendre un temps d'arrêt en 2010.

## Discographie
- 2005: Ode à l'Acadie
- 2010: Ode à Noël

## Prix et distinctions
- 2004: Prix d'excellence et d'innovation en tourisme dans la catégorie « Développement de produits » - Ministère du tourisme et des parcs du Nouveau-Brunswick
- 2004: Le collectif Ode à l'Acadie a été choisi pour représenter le Canada au Sommet de la francophonie qui a eu lieu en novembre 2004 au Burkina Faso, en Afrique.
- 2004: Prix Acadie-RIDEAU pour la meilleure vitrine présentée dans le cadre de la FrancoFête en Acadie
- 2005: L'album Ode à l'Acadie se retrouve numéro un des ventes chez Distribution Plages et est également le meilleur vendeur en 2005 en Acadie(10 000 exemplaires)
- 2005: Finaliste aux Prix nationaux pour l'excellence en tourisme de l'Association de l'industrie touristique du Canada
- 2005: Prix Événement spécial - Gala Commerc'Or de Caraquet
- 2005: Prix Eloize Spectacle de l'année - Gala des Prix Éloizes
- 2006: Prix Enregistrement francophone de l'année - East Coast Music Awards
- 2007: Prix Succès exportation 2007  - Sommet sur l'exportation culturelle du Canada atlantique, Moncton
- 2007: Isabelle Thériault, directrice musicale de Ode à l'Acadie et réalisatrice du premier CD de Ode, remporte l'Éloize de l'Artiste de l'année en musique à la Soirée des Éloizes.  (Paul Marcel Albert était en nomination dans la catégorie Soutien à la production artistique, et Christian KIT Goguen était aussi en nomination dans la catégorie Artiste de l'année en musique)

## Photos
Photos prises à Saint-Aubin-sur-Mer (Calvados) le 11 août 2008, lors d'un concert dans le cadre de la Semaine Acadienne.

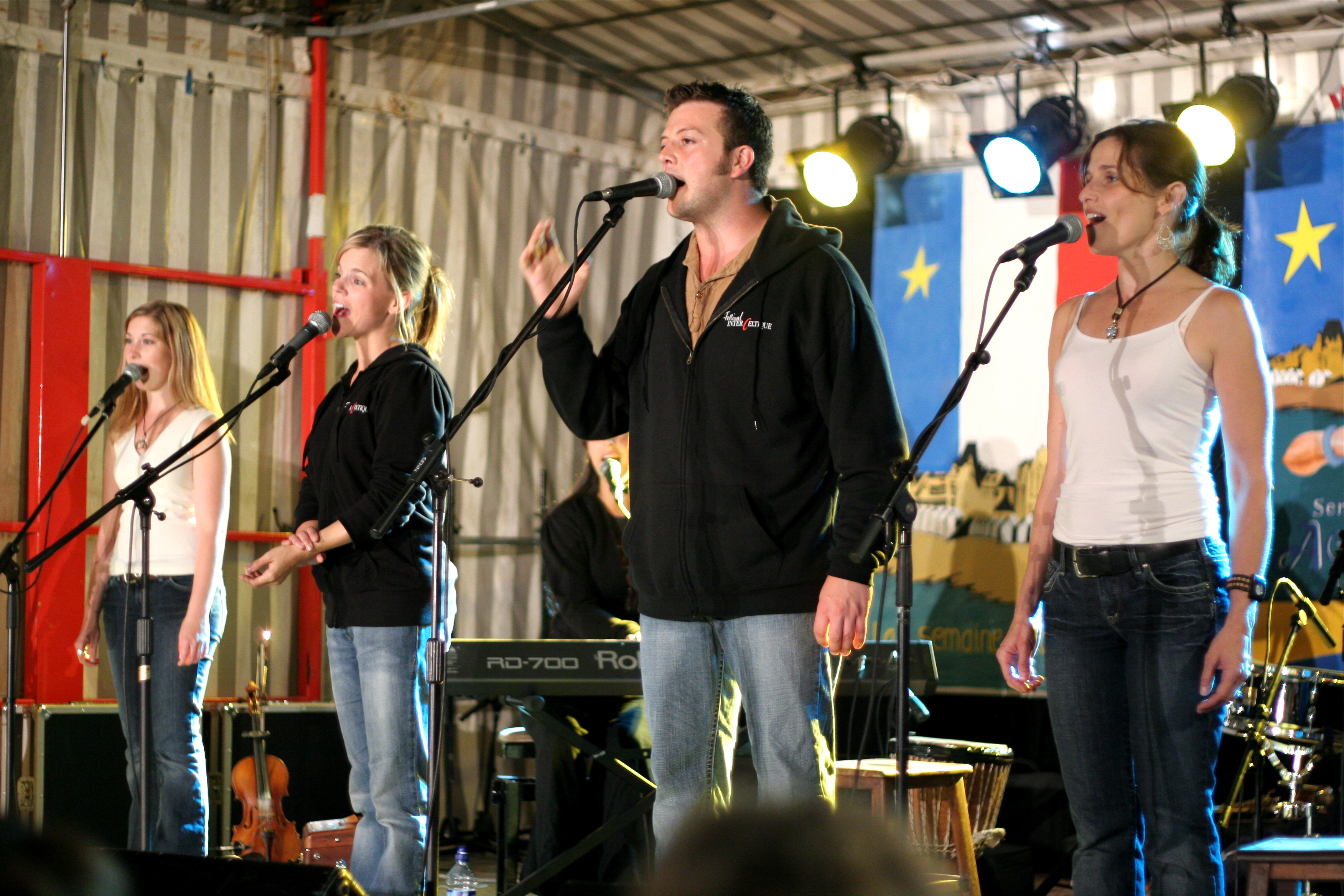
De gauche à droite : Louise Vautour, Monique Poirier, Christian Kit Goguen, Patricia Richard
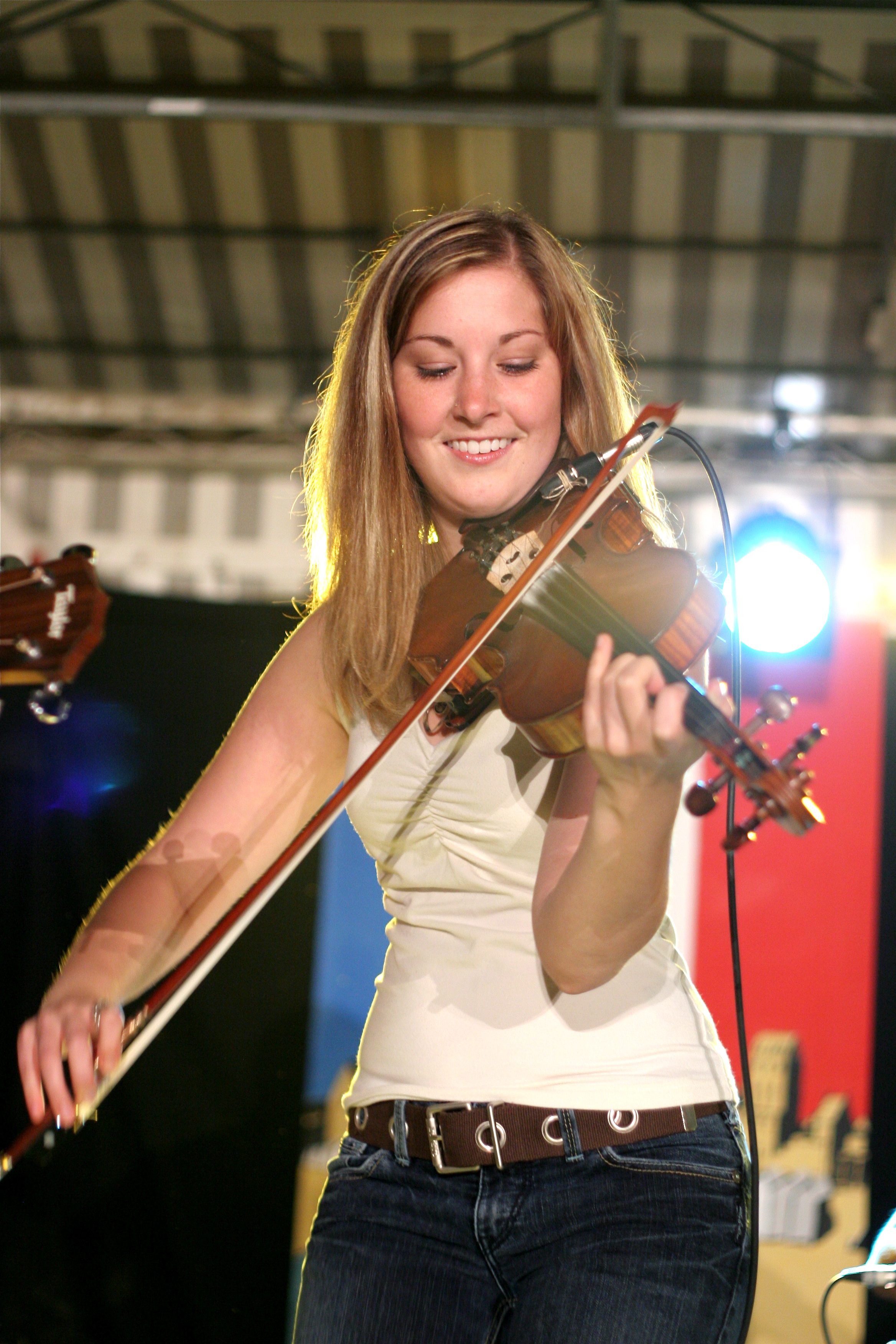
Louise Vautour, violoniste
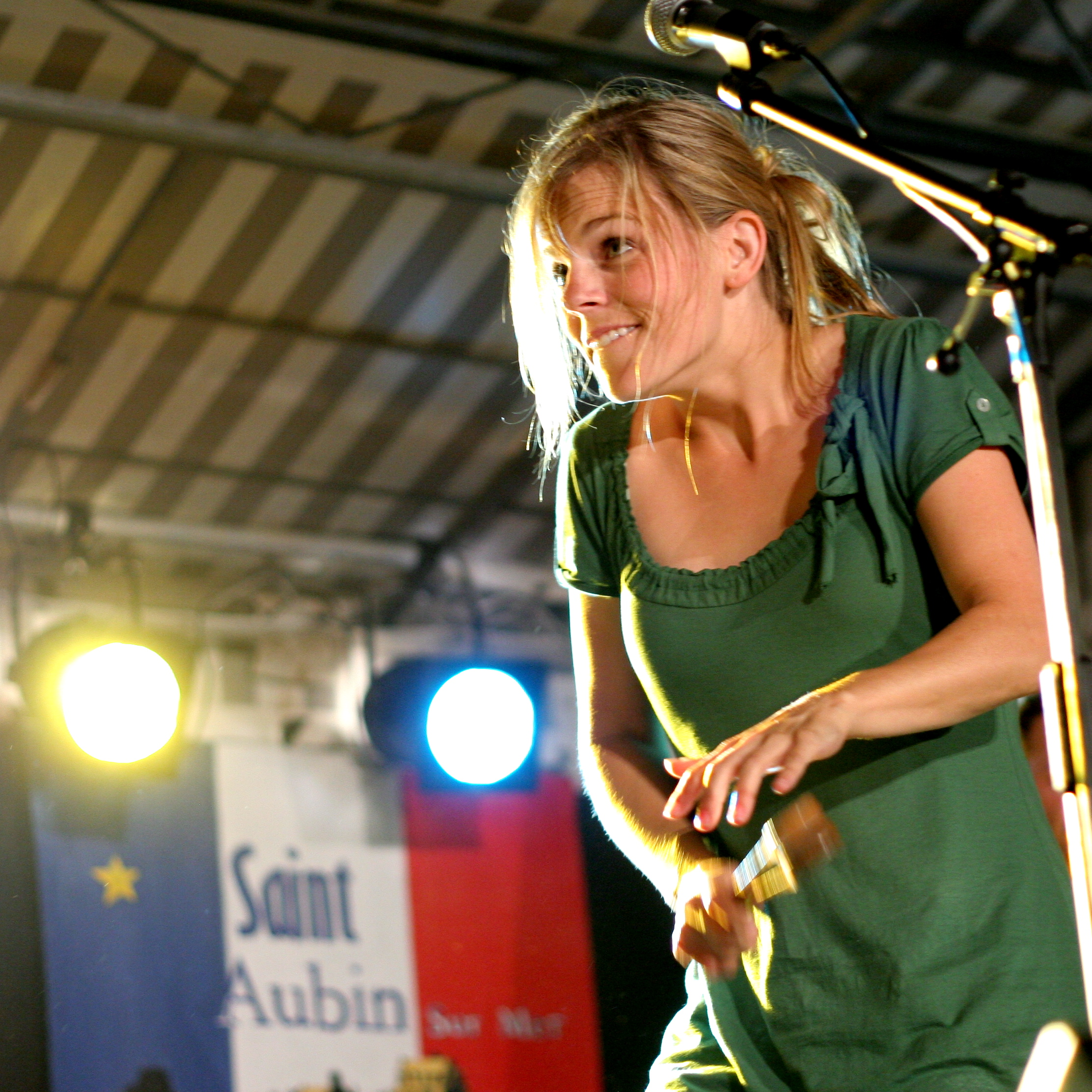
Monique Poirier, chanteuse
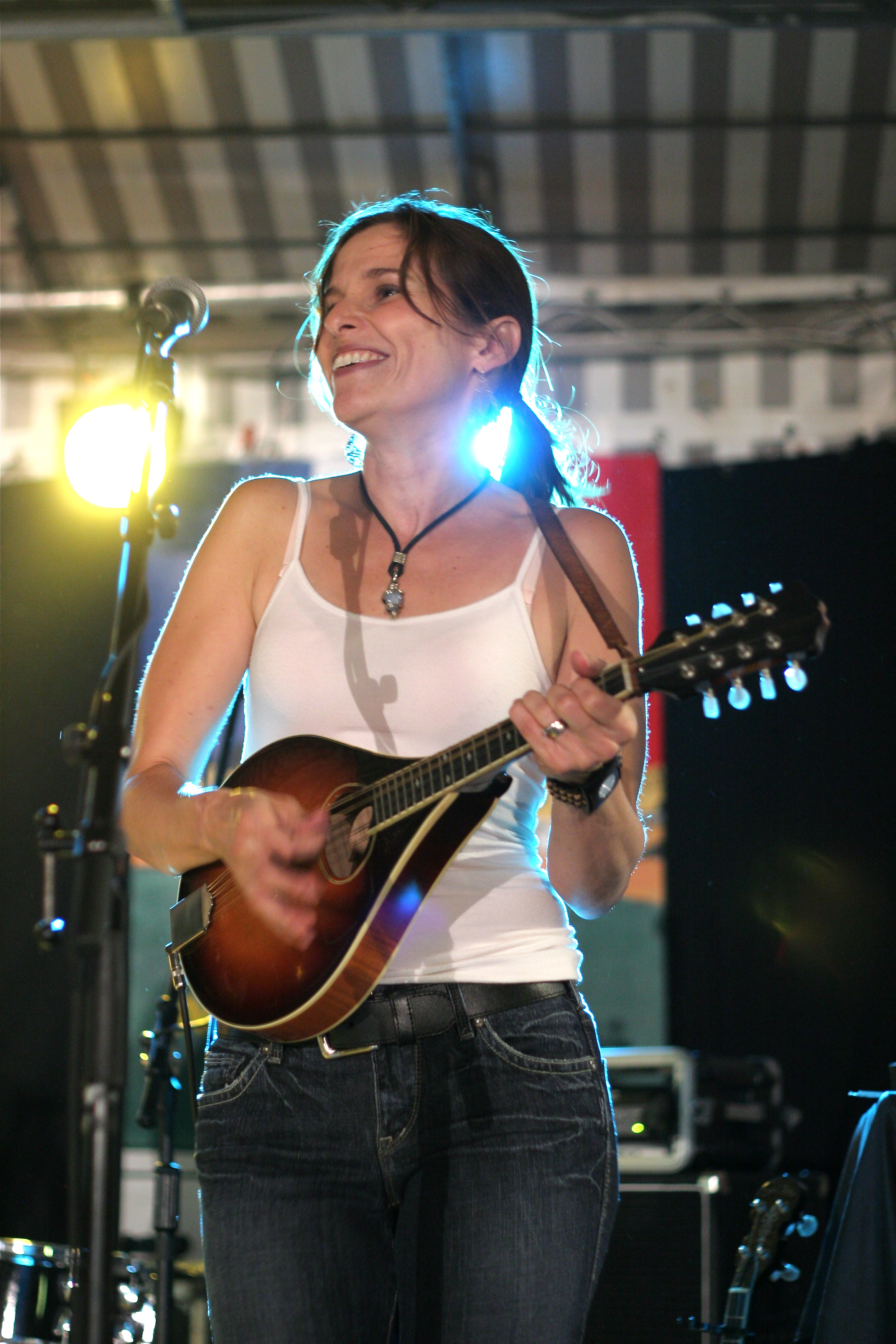
Patricia Richard
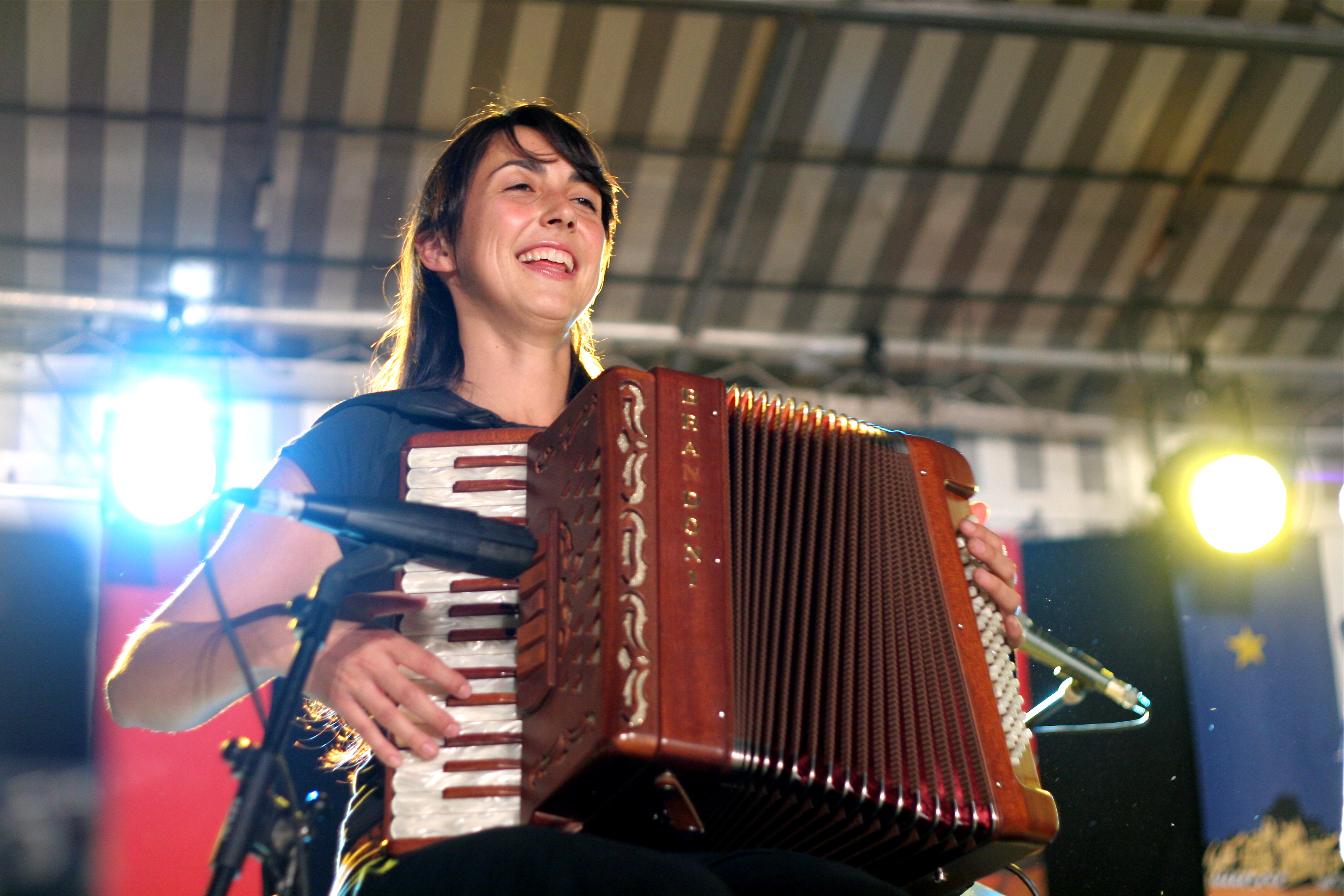
Isabelle Thériault, directrice musicale du groupe